# Camponotus coruscus
Camponotus coruscus es una especie de hormiga del género Camponotus, tribu Camponotini. Fue descrita científicamente por Smith en 1862.
Se distribuye por Brasil, Colombia, Costa Rica, Guayana Francesa, Guatemala, Honduras, México, Panamá y Venezuela. Se ha encontrado a elevaciones de hasta 800 metros. Vive en microhábitats como la vegetación baja.